# Hoechst
Hoechst était un groupe chimique et pharmaceutique allemand. Il tire son nom de la ville de Höchst, près de Francfort, où la société a été créée en 1863 par trois chimistes allemands : Carl Friedrich Wilhelm Meister (de), Eugen Lucius (de) et Ludwig August Müller. Après s'être recentrée sur l'industrie pharmaceutique elle fusionne avec Rhône-Poulenc Rorer, le 20 décembre 1999, pour créer le groupe Aventis. Pour les biologistes, ce groupe est surtout connu pour la création du colorant Hoechst.

## Histoire de Hoechst
- Création à Höchst-sur-le Main en 1863 de la “Teerfarbenfabrik Meister, Lucius & Co.”, destinée à la production de colorants synthétiques.
- 1923, Hoechst est la première société à produire l’insuline.
- Le 1er janvier 1925, Theerfarbenfabrik Meister, Lucius & Co. rejoint le groupement d'intérêt économique IG Farben.
- Le 7 décembre 1951, création par les forces américaines de la société Farbwerke Hoechst Aktiengesellschaft avec le démantèlement des activités d'IG Farben dans la zone d'occupation américaine.
- Le groupe fusionne en décembre 1964 avec l'entreprise Chemische Werke Albert à Mainz-Amöneburg.
- 1974, Participation majoritaire dans Roussel-Uclaf, à la suite de la mort de Jean-Claude Roussel en [1972 (consolidé après OPA en 1996)
- 1978, achat de Balenciaga, revendue en 1986[1].
- 1987, Acquisition du groupe chimique américain Celanese, dans lequel sont regroupées toutes les activités chimiques de Hoechst. Le nouveau Celanese est revendu en 1999, pour se concentrer dans la pharmacie[2].
- Création en 1995, de Hoechst Marion Roussel, seconde entreprise pharmaceutique mondiale, qui regroupe toutes les activités pharmaceutiques d'Hoechst, de Marion Merrell Dow (en) (1989), et de Roussel-Uclaf (1911)[3],[4].
- Fusion avec l'entreprise pharmaceutique Rhône-Poulenc Rorer, le 20 décembre 1999  pour créer le groupe Aventis
- Acquisition d'Aventis par Sanofi-Synthélabo le 31 décembre 2004 pour former le géant de l'industrie pharmaceutique Sanofi-Aventis qui devient Sanofi en 2011.